# Kiva
Kiva Microfounds - американська некомерційна організація, яка  надає можливість видавати peer-to-peer безпроцентні позики безпосередньо від кредиторів позичальникам; світовий лідер у галузі персонального мікрокредитування. Своєю місією вважають боротьбу з бідністю через надання можливості мікрофінансування від 25$ дрібним підприємцям у країнах що розвиваються.  Створена в жовтні 2005 року Меттом Фланнері (англ. Matt Flannery) і його колишньою дружиною Джесікою Джеклі (англ. Джессіка Джеклі).   
Kiva підтримується грантами, позиками та пожертвами своїх користувачів, корпорацій та національних установ. Починаючи з 2005 року, Kiva фінансував натовп понад 1,6 мільйона позик, що становить понад 1,68 мільярда доларів, зі швидкістю погашення 96,3 відсотка. Понад 2 мільйони кредиторів у всьому світі використовують платформу Kiva. Незважаючи на його розмір, незалежний огляд Дайвелла не зміг знайти доказів того, що організація приносить значну соціальну вигоду, принаймні, один партнер, який нібито перевірив Ківа, отримуючи високий прибуток, маючи дуже високий рівень відмови від одержувача. У деяких випадках, здавалося, завдала шкоди порівняно з прямими грошовими переказами через таку організацію, як, наприклад, враховуючи, що вона ставить своїх одержувачів у борг або знизила ефективність, оскільки вона вимагає значно вищої накладної.

## Масштаби
Kiva працює у 82 країнах. Станом на 2018 1,9 млн кредиторів видали $1,18 млрд кредитних коштів для 2,9 млн позичальників. До процесу залучено також 450 волонтерів. Статистика повернень - 96,9%. 81% клієнтів складають жінки. Кожні 2 хвилини створюється нова угода. Максимальна сума позики складає $50 000. Ризики неповернення коштів повністю лежать на кредиторах. Платежі здійснюються через систему PayPal.

## Партнерська схема
Безпосередню роботу з позичальниками за традиційною схемою Kiva ведуть регіональні організації-партнери, які знаходять позичальників, що потребують мікрофінансування, оформляють і публікують їх заявки. Кредитори самостійно переглядають заявки шукачів та видають кошти, які організація-партнер направляє позичальнику та організовує зворотні операції при поверненні позик.
Організації-партнери беруть комісію за свої послуги, які доходять аж до 40% в деяких країнах. Сама Kiva не стягує відсотків з позик і існує завдяки пожертвам (добровільним перерахуванням від користувачів, корпоративних донорів, грантів та інших форм підтримки). 
Kiva проводить відбір регіональних партнерів і кожні 12–18 місяців проводить повторний їх аудит, в тому числі і шляхом опитувань 10 позичальників за цей період. Регіональними партнерами Kiva можуть стати мікрофінансові інститути, кредитні спілки, будь-які підприємництва соціальної спрямованості, якщо у них є кредитна програма.

## Діяльність в Україні
Ківа працювала в Україні з 2006 протягом майже 12 років через фінансову компанію Надія України та встигла видати 4868 позик на загальну суму $6,611,900. 2 серпня 2018 компанія оголосила про припинення діяльності в Україні, оскільки збирається рухатися в іншому стратегічному напрямку.

## Менеджмент
Середня зарплата у 2015 складала $80,768. Президент Преміл Шах за цей рік отримав $314,917.